# Багх (район)
Багх (урду ضلع باغ) — один з десяти районів Азад Джамму і Кашмір, Пакистан. Раніше він був частиною округу Пунч, але був створений як окремий округ у 1988 році.
Округ Баг межує на півночі з округом Музаффарабад, районом Хаттіан-Бала та районом Барамулла в індійському штаті Джамму і Кашмір, на сході з районом Хавелі, на півдні з районом Пунч і на заході районом Равалпінді провінції Пенджаб Пакистану. Загальна площа району становить 770 квадратних кілометрів. Район Баг з'єднаний з районом Музаффарабад двома дорогами, одна через Судхан Галі (80 км), а інший через Кохала (97 км). Штаб-квартира округу — місто Баг, яке розташоване 46 км від Равалакота. Кажуть, що на місці теперішнього приміщення лісництва якийсь поміщик влаштував баг (сад). В результаті територія, яка зараз є штабом округу, отримала назву «Баг».

## Історія
У районі Баг є археологічна пам'ятка під назвою форт Багх.
До 1947 року Баг був техсілем в окрузі Пунч штату Джамму і Кашмір.

## Адміністративний поділ

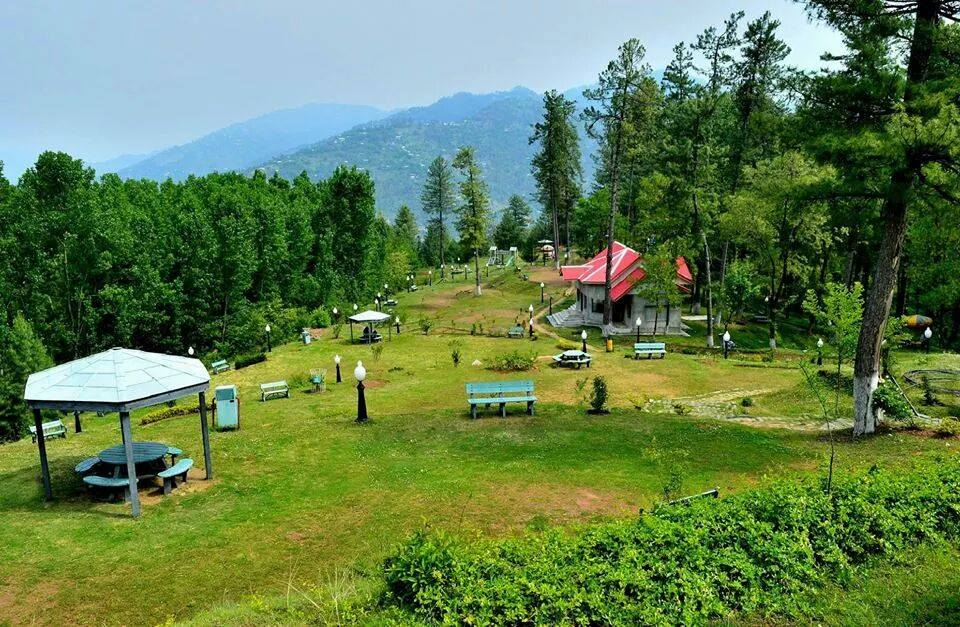
Парк Діркот, район Баг, Азад Кашмір

Район Багх підрозділяється на 5 техсилів:
- Баг Техсіль
- Дгіркот Техсіл
- Харі Гел Техсіль
- Рера Техсіль
- Бірпані Техсіль

## Географія
Топографічно весь район Багх є гірською місцевістю, яка в основному нахилена з північного сходу на південний захід. Територія входить до зони Малих Гімалаїв. Головним гірським масивом району є Пір-Панджал.
Перевал Хаджі-Пір розташований на висоті 3421 метр над рівнем моря. Загальна висота становить від 1500 до 2500 метрів над рівнем моря. Гори в основному вкриті хвойними лісами. Головною річкою району є Махл Нала, але в окрузі також протікають численні інші річки.

## Клімат
Клімат району змінюється залежно від висоти. Температура зазвичай тримається в межах 2 °C і 40 °C. Основна східна частина району дуже холодна взимку і помірна влітку. Однак нижні долини, місцевості, що межують з Багхом у Кохалі та прилеглими районами (Монгбаджрі та Аджра-Багх), залишаються холодними взимку та жаркими влітку. Травень, червень і липень — найжаркіші місяці. Максимальна і мінімальна температура в червні близько 40 градусів °C і 22 °C відповідно. Грудень, січень і лютий — найхолодніші місяці. Максимальна температура січня близько 16 градусів °C, а мінімальна температура 3 °C. Річна кількість опадів становить близько 1500 мм.

## Демографія
Загальна чисельність населення району за переписом 2017 року становить 371 919 осіб.
Основною мовою району є пахарі, яка, за оцінками, є рідною приблизно для 95% жителів. Діалект Пахарі, яким розмовляють у Баг, тісно пов’язаний з діалектом, яким розмовляють на півночі в Музаффарабаді (84% мають спільний словниковий запас), і з основними різновидами Пахарі, якими розмовляють на південному заході в регіоні Галят навколо Муррі (86–88%). Є також невеликі групи носіїв гуджарі та кашмірі.

## Землетрус 2005 року
Місто Багх, як і інші райони округу, сильно постраждало під час Кашмірського землетрусу 2005 року. Шістдесят відсотків будівель зруйновано. Тисячі людей загинули, і ще багато хто залишився без даху над головою. Після землетрусу НАТО направило в цей район спеціалістів для допомоги в розчистці та відбудові. Було повідомлення, що в окрузі знищено ціле село. Уряд Сполучених Штатів через Пакистан роздав ваучери людям у цьому районі, щоб вони могли купити їжу та воду.